# Larry Wasserman
Pour les articles homonymes, voir Wasserman.
Larry Wasserman est un statisticien canadien, professeur à l'université Carnegie Mellon. Il est célèbre pour son ouvrage All of Statistics (2004). 

## Publications
- (en) Larry Wasserman, All of Statistics : A Concise Course in Statistical Inference, New York, Springer-Verlag, 15 septembre 2004, 461 p. (ISBN 978-0-387-40272-7, lire en ligne)